# San Francisco de Sunicancha
San Francisco de Sunicancha es una localidad peruana ubicada en la región Lima, provincia de Huarochiri, distrito de San Damián. Se encuentra a una altitud de m s. n. m. Tiene una población de 430 habitantes en 1993.
El pueblo de San Francisco de Sunicancha fue declarado monumento histórico del Perú el 3 de junio de 1991 mediante el R.J.N.º 782-91-INC/J.

## Clima
| Parámetros climáticos promedio de San Francisco de Sunicancha | Parámetros climáticos promedio de San Francisco de Sunicancha | Parámetros climáticos promedio de San Francisco de Sunicancha | Parámetros climáticos promedio de San Francisco de Sunicancha | Parámetros climáticos promedio de San Francisco de Sunicancha | Parámetros climáticos promedio de San Francisco de Sunicancha | Parámetros climáticos promedio de San Francisco de Sunicancha | Parámetros climáticos promedio de San Francisco de Sunicancha | Parámetros climáticos promedio de San Francisco de Sunicancha | Parámetros climáticos promedio de San Francisco de Sunicancha | Parámetros climáticos promedio de San Francisco de Sunicancha | Parámetros climáticos promedio de San Francisco de Sunicancha | Parámetros climáticos promedio de San Francisco de Sunicancha | Parámetros climáticos promedio de San Francisco de Sunicancha |
| Mes                                                           | Ene.                                                          | Feb.                                                          | Mar.                                                          | Abr.                                                          | May.                                                          | Jun.                                                          | Jul.                                                          | Ago.                                                          | Sep.                                                          | Oct.                                                          | Nov.                                                          | Dic.                                                          | Anual                                                         |
| ------------------------------------------------------------- | ------------------------------------------------------------- | ------------------------------------------------------------- | ------------------------------------------------------------- | ------------------------------------------------------------- | ------------------------------------------------------------- | ------------------------------------------------------------- | ------------------------------------------------------------- | ------------------------------------------------------------- | ------------------------------------------------------------- | ------------------------------------------------------------- | ------------------------------------------------------------- | ------------------------------------------------------------- | ------------------------------------------------------------- |
| Fuente: Accuweather                                           |                                                               |                                                               |                                                               |                                                               |                                                               |                                                               |                                                               |                                                               |                                                               |                                                               |                                                               |                                                               |                                                               |